# Spinus xanthogastrus
Il lucherino ventregiallo (Spinus xanthogastrus (Du Bus de Gisignies, 1855)) è un uccello passeriforme della famiglia dei Fringillidi.

## Etimologia
Il nome scientifico della specie, xanthogastrus, risulta dall'unione delle parole greche ξανθος (xanthos, "giallo") e γαστηρ (gastēr, "stomaco", inteso come ventre), col significato di "dal ventre giallo", in riferimento alla livrea di questi uccelli: il nome comune altro non è che la traduzione di quello scientifico.

## Descrizione

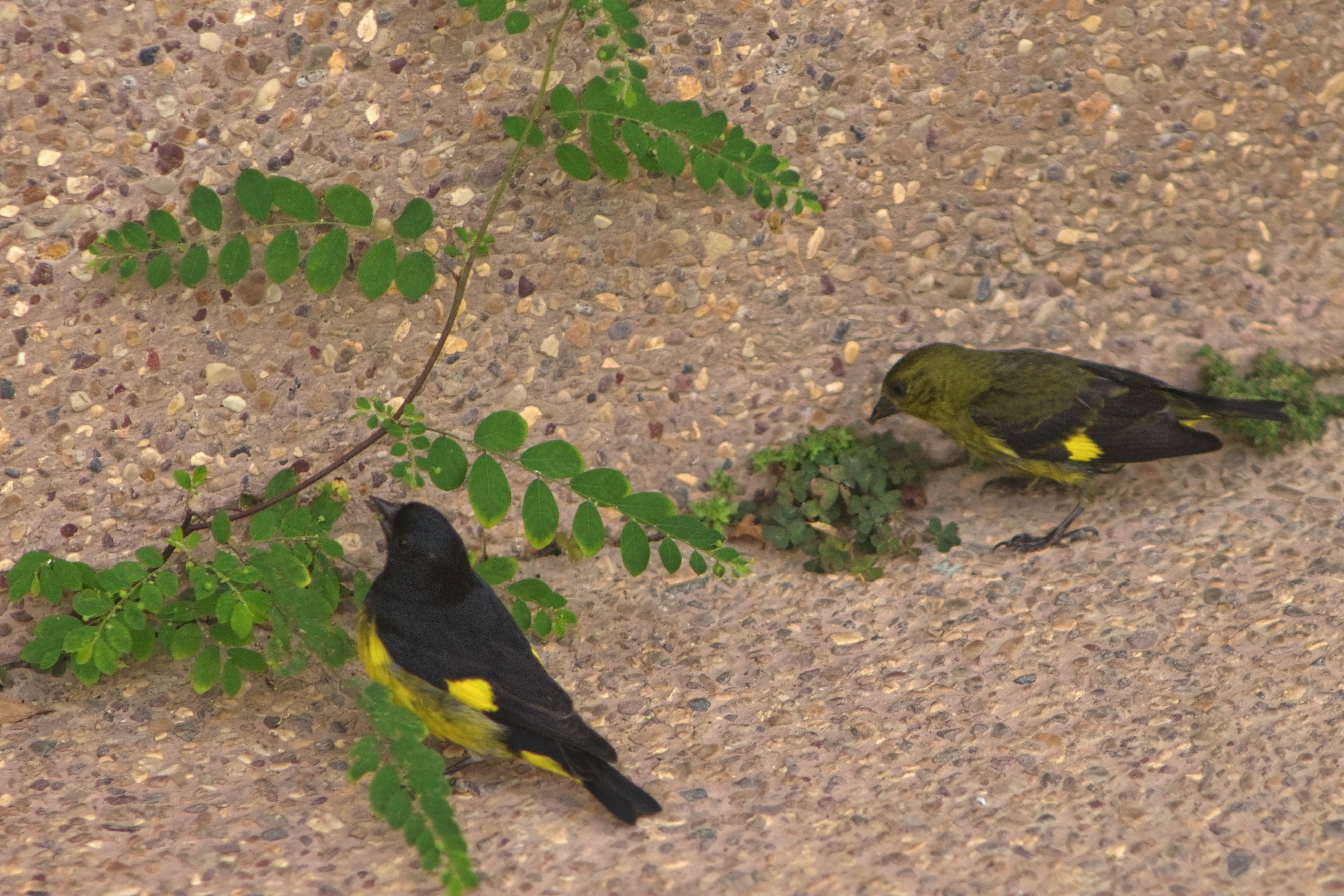
Coppia al suolo: maschio a dx.

### Dimensioni
Misura 10-11,5 cm di lunghezza, per un peso di 10,8-13,8 g.

### Aspetto
Si tratta di uccelletti dall'aspetto robusto, muniti di testa arrotondata con becco conico e appuntito, ali appuntite anch'esse e coda dalla punta lievemente forcuta.
Il piumaggio presenta dicromatismo sessuale: nei maschi testa, parte superiore del petto, dorso, ali e coda sono di colore nero, mentre petto, ventre, codione e remiganti centrali sono gialli ed il sottocoda è biancastro. La femmina, invece, manca completamente del nero (fatta eccezione per le ali e la coda) ed anche il lipocromo giallo è quasi assente, limitandosi a decise sfumature su petto, ventre e codione e alle barre alari, con livrea femminile dominata dai colori del grigio-olivastro.

In ambedue i sessi, becco e zampe si presentano di colore nerastro, mentre gli occhi sono di colore bruno scuro.

## Biologia

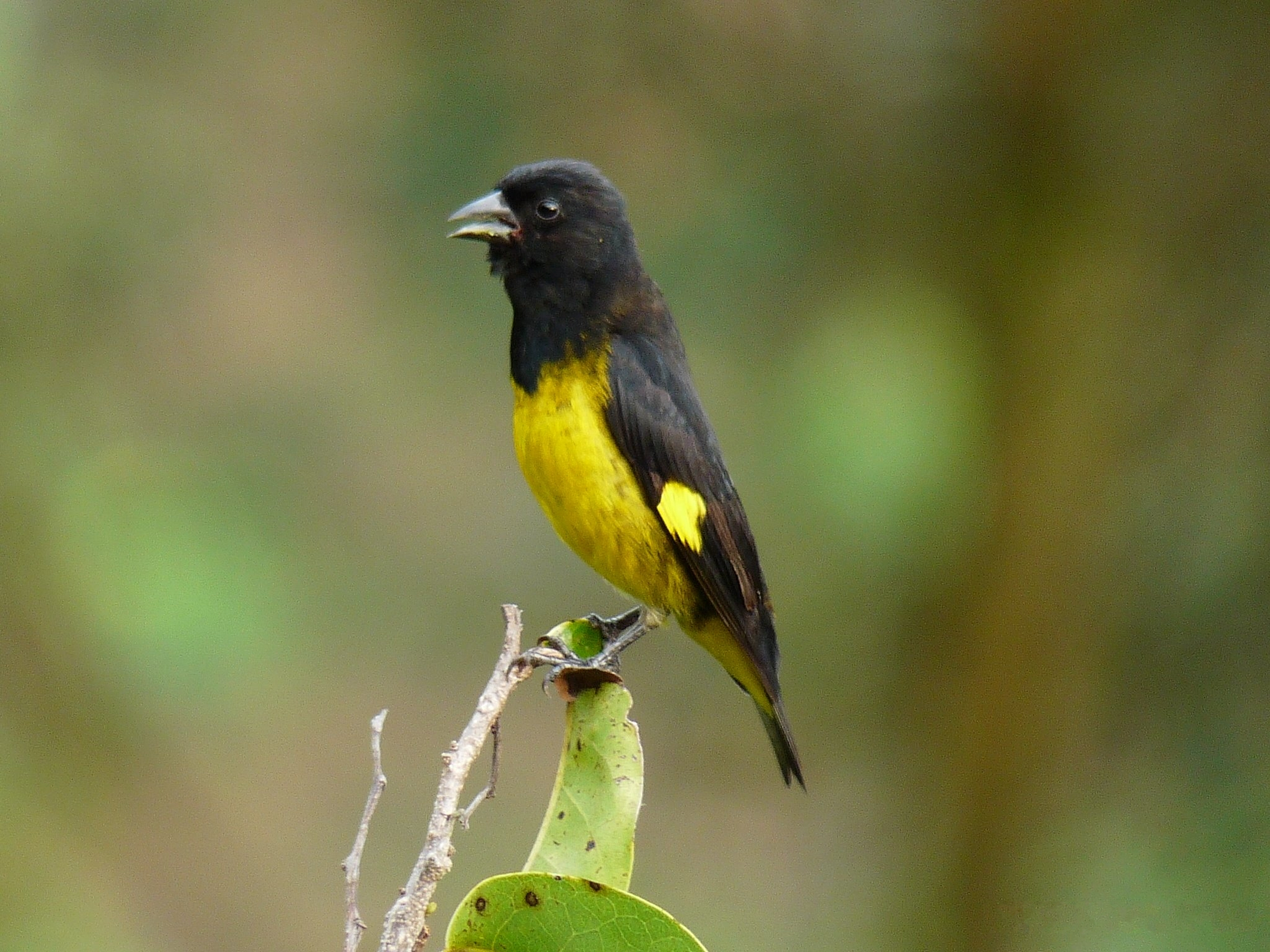
Maschio canta a Manizales.

Si tratta di uccellini essenzialmente diurni, che vivono in coppie o in gruppetti, passando la maggior parte della giornata fra i rami alla ricerca di cibo, tenendosi in contatto fra loro mediante richiami stranamente aspri (tenendo conto che si tratta di fringillidi), per poi far ritorno sul far della sera verso posatoi in evidenza dove passare la notte al ripardo da eventuali predatori.

### Alimentazione
Come tutti i carduelini si nutre perlopiù di semi, che in natura reperisce soprattutto fra i rami medio-alti degli alberi, mentre è infrequente che scenda fra i cespugli o al suolo,: il lucherino ventregiallo si nutre inoltre di bacche, germogli e foglioline, integrando inoltre la propria dieta durante il periodo di riproduzione con cibo di origine animale, come insetti e vermi.

### Riproduzione
La stagione degli amori va da marzo a maggio e da settembre a novembre: durante questo periodo le coppie (si tratta infatti di uccelli rigorosamente monogami) portano avanti più di una covata.
Il nido viene costruito dalla sola femmina: esso consiste in una spessa coppa di fibre vegetali foderata internamente da pelame e piumino, posizionata ben nascosta nel fogliame di un albero fra i 2,4 ed i 3,7 m d'altezza. Al suo interno, la femmina depone 2-5 uova di colore bianco sporco con rade maculature rossicce, che provvede a covare da sola (col maschio che staziona di guardia nei pressi del nido, occupandosi di reperire il cibo per sé e per la compagna) per circa due settimane. I pulli, ciechi ed implumi alla schiusa, vengono accuditi da ambedue i genitori, divenendo in grado d'involarsi attorno alle due settimane di vita e svezzandosi a circa un mese dalla schiusa.

## Distribuzione e habitat

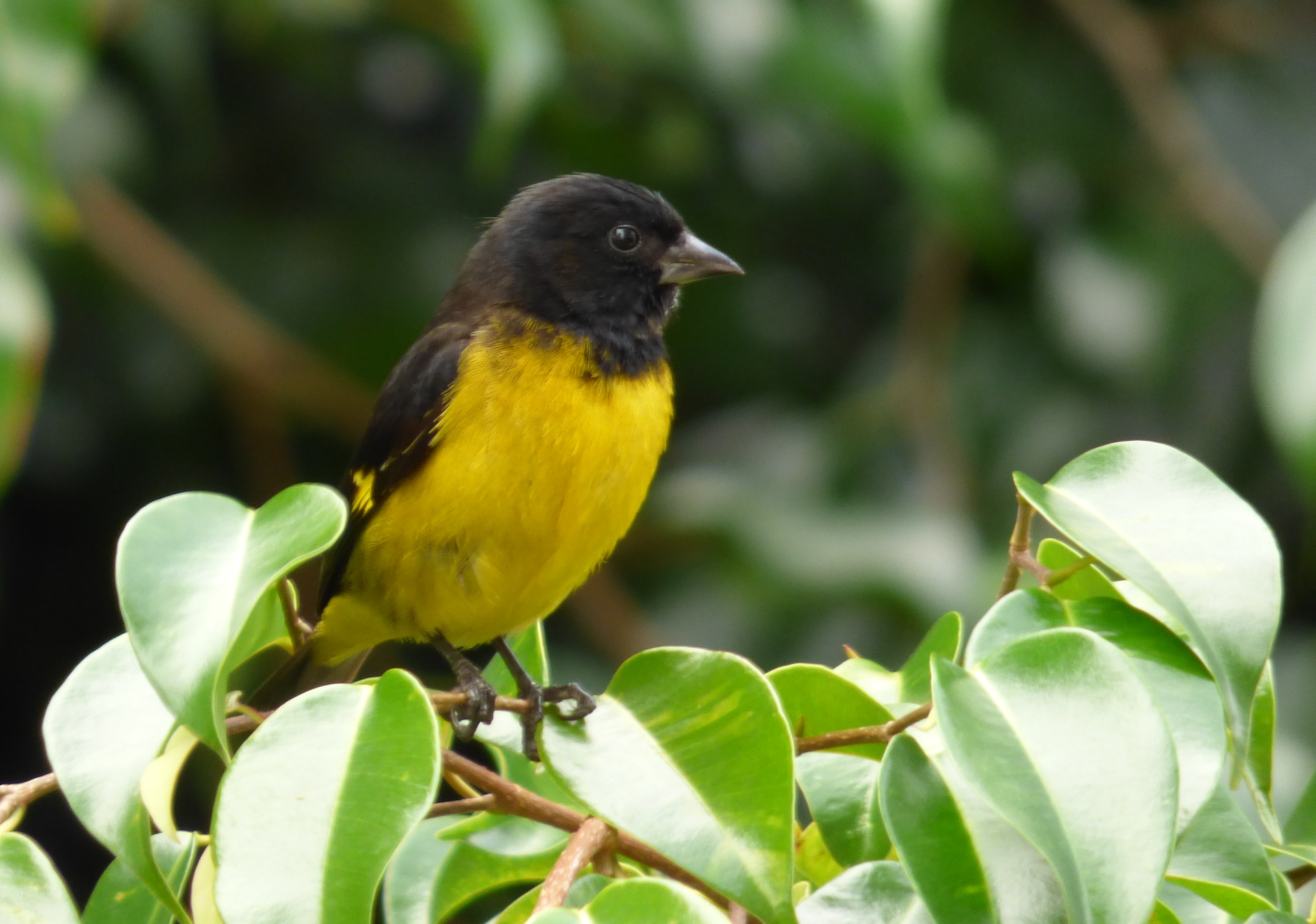
Maschio nei pressi di Armenia.

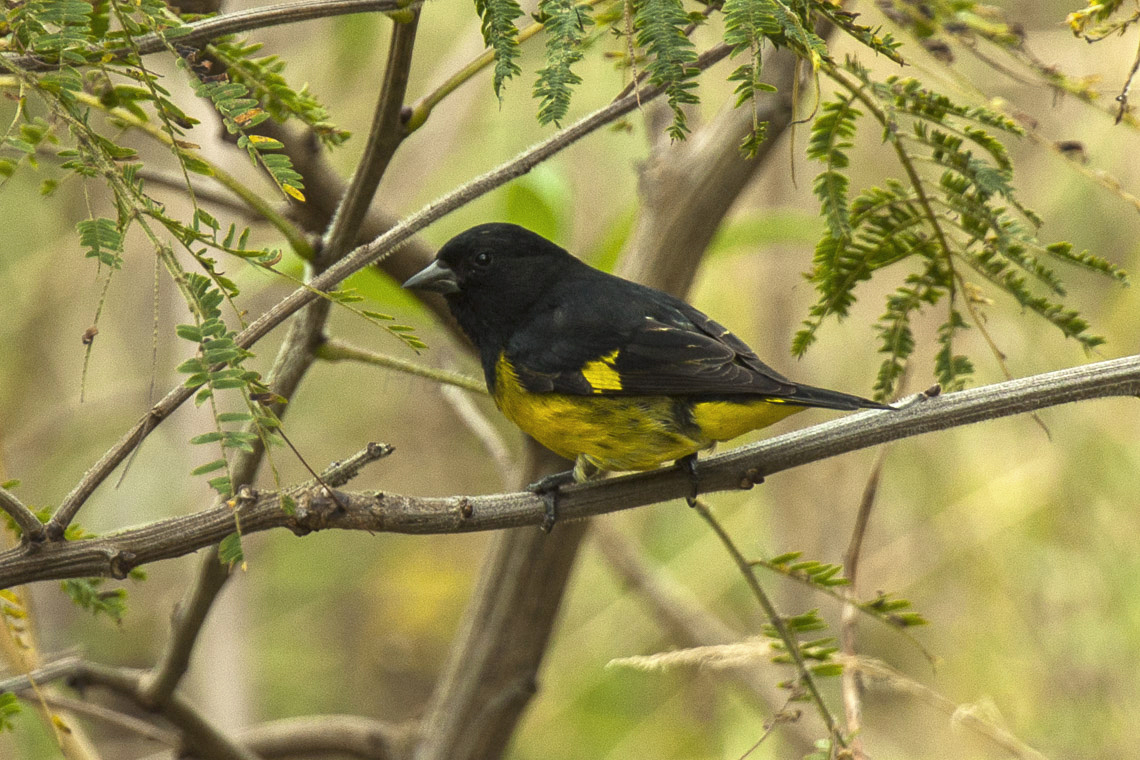
Maschio a Panama.

Con areale piuttosto frammentato, il lucherino ventregiallo è diffuso in America centrale (Costa Rica centro-orientale e porzione occidentale della provincia di Chiriquí, a Panama) e meridionale (Colombia occidentale e nord-orientale, Venezuela nord-occidentale, Ecuador, regione di Tumbes e di Puno in Perù, Bolivia occidentale fino al dipartimento di Santa Cruz). Si tratta di uccelletti prevalentemente stanziali, tuttavia, soprattutto all'infuori della stagione riproduttiva, essi possono compiere spostamenti anche di una certa entità nell'ambito del proprio areale.
L'habitat di questi uccelli è rappresentato dalle aree boschive collinari e montane fra gli 800 e i 3000 m di quota: il lucherino ventregiallo si dimostra tuttavia piuttosto adattabile, spingendosi anche nelle radure sul limitare della foresta e colonizzando anche le aree cespugliose, i pascoli con alberi isolati e le piantagioni (in primis quelle di caffè).

## Tassonomia
Se ne riconoscono due sottospecie:

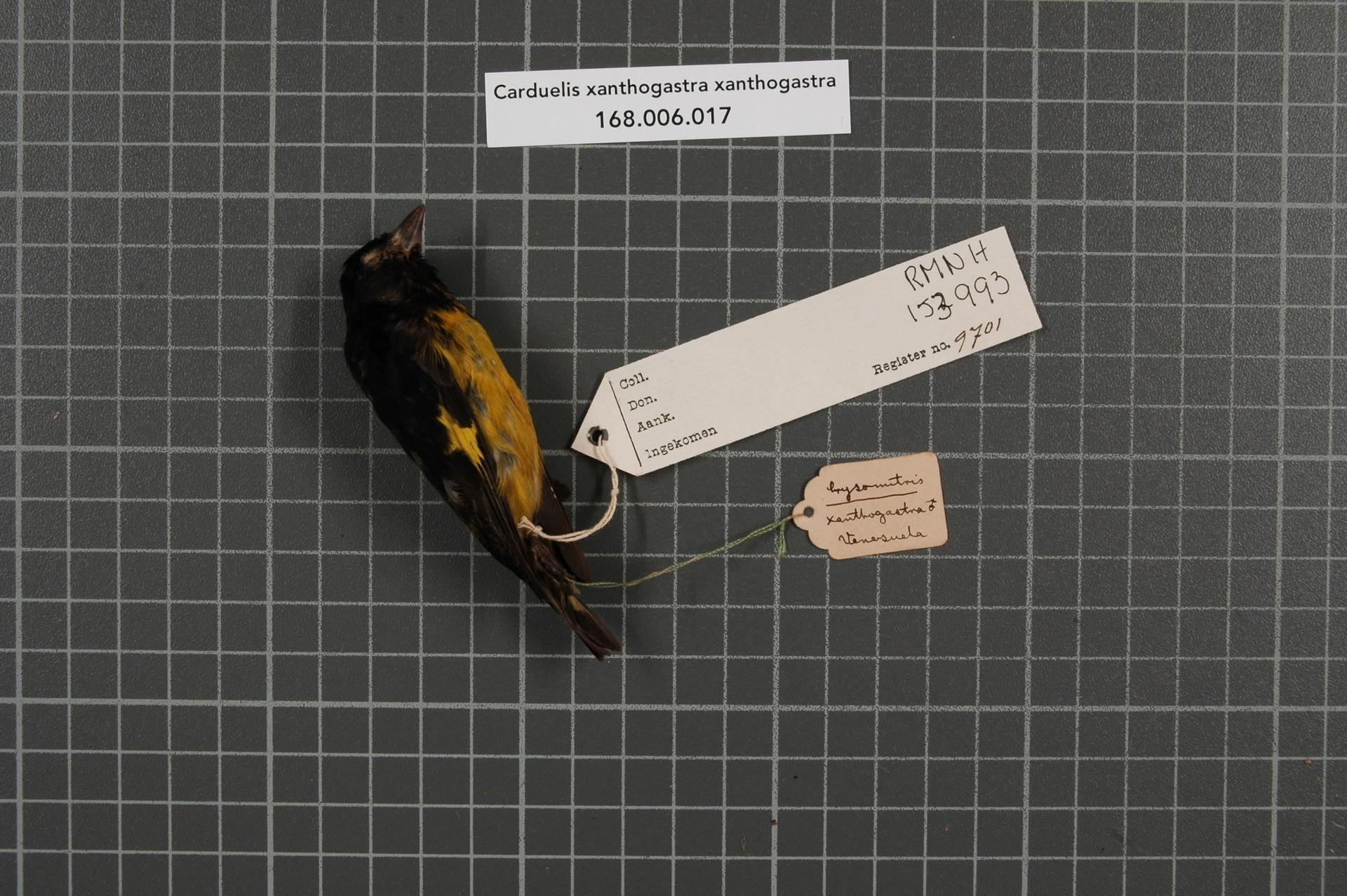
Maschio impagliato della sottospecie nominale.

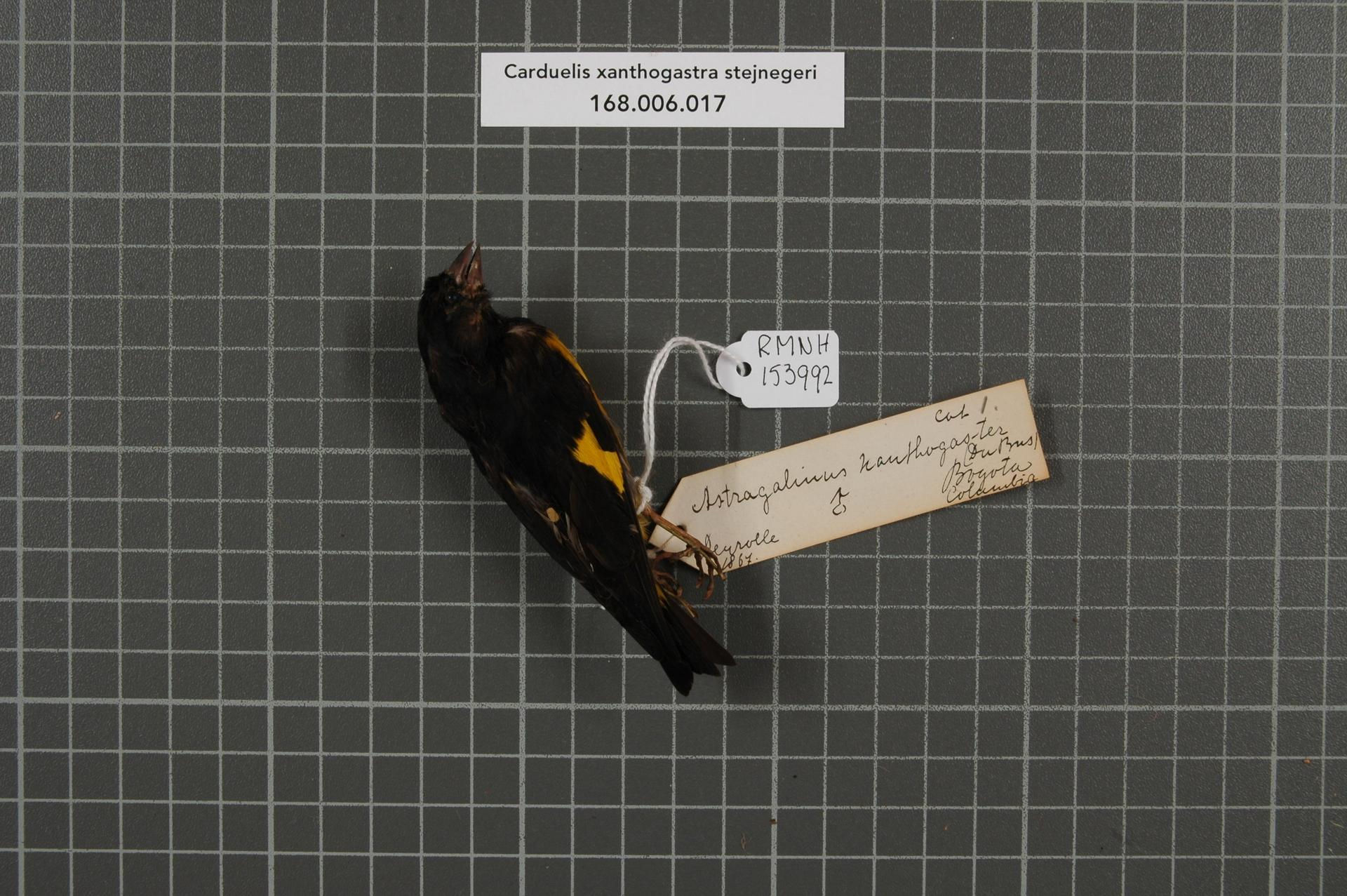
Maschio impagliato della sottospecie stejnegeri.

- Carduelis xanthogastrus xanthogastrus (Du Bus de Gisignies, 1855) - la sottospecie nominale, diffusa nella porzione settentrionale dell'areale occupato dalla specie, dalla Costa Rica al Venezuela a sud fino all'estremo nord del Perù;
- Carduelis xanthogastrus stejnegeri (Sharpe, 1888) - non è una sottospecie, ma uno stretto parente, o una sottospecie, dello Spinus atrata. Questo uccello è diffuso nella porzione meridionale dell'areale occupato dalla specie, in Perù sud-orientale e Bolivia occidentale;

Le due sottospecie presentano lievi differenze fra loro sia a livello morfologico (la sottospecie nominale è più piccola, presenta becco più corto rispetto alle dimensioni del cranio, maschi con maggiore estensione del nero su petto e ali ma minore sui fianchi e femmine più chiare rispetto a stejnegeri) che a livello di vocalizzazioni, in quanto il canto della sottospecie stejnegeri appare più lento e meglio scandito rispetto a quanto osservabile nella sottospecie nominale, i cui esemplari possono tuttavia di tanto in tanto rallentare il ritmo del canto rendendolo indistinguibile da quello delle popolazioni meridionali.

L'intera specie risulta invece un taxon fratello del lucherino monaco, ed in particolare della sottospecie alleni di questi uccelli.